# Milja Praagman
Milja Praagman (Amsterdam, 3 april 1971) is een Nederlandse illustrator en schrijver van prentenboeken. In 2017 won ze een Zilveren Penseel voor haar prentenboek Omdat ik je zo graag zie. Ze is ook de maker van het Prentenboek van de Kinderboekenweek 2018, met als thema 'Vriendschap'.
Praagman studeerde af als grafisch ontwerper aan de Academie voor Beeldende Kunsten Sint-Joost te Breda. Met een startstipendium ging ze aan de slag als zelfstandig ontwerper en illustrator. Ze werkte in het begin veel voor kranten en tijdschriften zoals Okki, Bobo, Hello you en ze maakte animaties voor Sesamstraat. Nadien begon ze prentenboeken te illustreren. In 2005 debuteerde ze met Meneer Po. 

## Prijzen
- 2011 - Leespluim voor Nog 100 nachtjes slapen
- 2013 - Prentenboek van het jaar - Nog 100 nachtjes slapen
- 2016 - Prentenboek Top Tien - Vergeet mij nietje
- 2017 - Zilveren Penseel  voor Omdat ik je zo graag zie
- 2019 - White Raven voor De boer en de dierenarts, samen met auteur Pim Lammers. De White Raven is een selectie van bijzondere kinder- en jeugdboeken van over de hele wereld, gemaakt door de Internationale Jugendbibliothek in München.[3]
- 2020 - Prentenboek Top Tien - De boer en de dierenarts, samen met auteur Pim Lammers[4]

## Door Praagman geïllustreerde boeken (selectie)
- Suzan Peters, Viezeltje. Wielsbeke, De Eenhoorn, 2011.
- Frank Adam, Als de bomen straks gaan rijden. Wielsbeke, De Eenhoorn, 2011.
- Aag Vernelen, Mon en pam. Wielsbeke, De Eenhoorn, 2012.
- Kristien Dieltiens, De wereld in mijn handen. Wielsbeke, De Eenhoorn, 2013.
- Pim Lammers, Het lammetje dat een varken is. Wielsbeke, De Eenhoorn, 2017.
- Pim Lammers, De boer en de dierenarts. Wielsbeke, De Eenhoorn, 2017.